# HandyGames
www.handy-games.com GmbH, bekannt als HandyGames, ist ein deutscher Videospielentwickler und -herausgeber mit Standort in Giebelstadt. Im Juli 2018 wurde das Unternehmen von THQ Nordic übernommen.

## Geschichte des Unternehmens
Das Unternehmen wurde im Jahr 2000 von den Brüdern Christopher und Markus Kassulke zusammen mit Udo Bausewein gegründet. Im Jahr 2006 veröffentlichte HandyGames sein erstes kostenloses, werbefinanziertes Spiel und begann den schrittweisen Übergang zu einem weitgehend werbefinanzierten Geschäftsmodell. Im Jahre 2010 waren alle neuen HandyGames-Handyspiele entweder kostenlos oder Freemium. Bis 2014 hatte HandyGames 150.000 App-Downloads pro Monat und insgesamt mehr als 100 Millionen Downloads. HandyGames hat sich seitdem von werbefinanzierten Geschäftsmodellen verabschiedet und veröffentlicht mittlerweile nur Premium Games.
Im Jahr 2012 wurde HandyGames auf andere Plattformen wie PCs oder Smart-TVs ausgeweitet. Im Januar 2014 und 2015 war das Unternehmen Hauptsponsor des HandyGames Charity Day in Würzburg, mit dem Spenden für die Krebsforschung gesammelt werden sollten. In beiden Fällen konnte die Veranstaltung rund 50.000 Euro einbringen.
HandyGames war eines der ersten Unternehmen, das 2014 Spiele für Wearables Technologie auf den Markt brachte. Die Spiele sind mit Wear-OS-Geräten kompatibel, darunter das Moto 360 von Motorola, die Huawei-Smartwatch, die Sony Smartwatch und die LG G-Watch.
Das Unternehmen begann mit der Entwicklung von VR (Virtual Reality) Spielen 2015 und veröffentlichte Titel wie Hidden Temple – VR Adventure. Sie können im 360°-Modus oder in VR mit einer der unterstützten VR-Brillen wie Oculus Rift, Samsung Gear VR, oder Google Cardboard bespielt werden. Gleichzeitig begann HandyGames mit der Entwicklung von Spielen für die achte Generation von Videospielkonsolen wie PlayStation 4, Xbox One oder später Nintendo Switch.
Am 9. Juli 2018 gab THQ Nordic bekannt, dass es HandyGames und sein gesamtes geistiges Eigentum erworben hat. THQ Nordic sagte, dass das Studiomanagement und alle Mitarbeiter im Unternehmen bleiben.
Townsmen Expeditions (Arbeitstitel), der den jüngsten Eintrag im Townsmen IP darstellt, erhielt 150.000 € Entwicklungsfinanzierung von Creative Europe. Bis April 2021 beschäftigt HandyGames 70 Mitarbeiter.
Am 11. Mai 2021 gab HandyGames bekannt, das Pulheimer Indie-Studio „Massive Miniteam“ erworben zu haben und ist damit das erste Unternehmen der THQ-Nordic-Gruppe, die eigenständig ein anderes Unternehmen erworben haben.

## Auszeichnungen
- Gamescom Award 2019 – Best Mobile Game (Battle Chasers: Nightwar (Mobile Edition))[17]
- Gamescom Award 2019 – Gamescom Indie Award (El Hijo – A Wild West Tale, Honig Studios)[17]
- Deutscher Entwicklerpreis 2019 – Nominierung als Bester Publisher[18]
- Deutscher Entwicklerpreis 2020 – Beste Story (Through the Darkest of Times, Paintbucket Games)[19]
- Deutscher Computerspielpreis 2021 – Bestes Familienspiel (El Hijo – A Wild West Tale, Honig Studios)[20]

## Spieleübersicht
| Titel                                              | Plattform         | Veröffentlichung   | Entwickler              |
| -------------------------------------------------- | ----------------- | ------------------ | ----------------------- |
| Townsmen                                           | Java              | 2003               | HandyGames              |
| Townsmen 2                                         | Java              | 2003               | HandyGames              |
| Townsmen 3                                         | Java              | 2005               | HandyGames              |
| Townsmen 4                                         | Java              | 2007               | HandyGames              |
| Gothic 3: The Beginning                            | Java              | 2008               | HandyGames              |
| Townsmen 5                                         | Java              | 2008               | HandyGames              |
| Townsmen 6 revolution                              | Java              | 2009               | HandyGames              |
| Townsmen 6 revolution                              | Android           | 4. Februar 2011    | HandyGames              |
| Townsmen                                           | Android           | 3. August 2013     | HandyGames              |
| Aces of the Luftwaffe: Squadron                    | Windows           | 24. Juli 2018      | HandyGames              |
| Aces of the Luftwaffe: Squadron                    | PlayStation 4     | 24. Juli 2018      | HandyGames              |
| Aces of the Luftwaffe: Squadron                    | Xbox One          | 24. Juli 2018      | HandyGames              |
| Giana Sisters: Twisted Dreams - Owltimate Edition  | Nintendo Switch   | 28. September 2018 | Black Forest Games      |
| Townsmen                                           | Nintendo Switch   | 9. November 2018   | HandyGames              |
| Aces of the Luftwaffe: Squadron - Nebelgeschwader  | Windows           | 13. November 2018  | HandyGames              |
| Aces of the Luftwaffe: Squadron - Nebelgeschwader  | Nintendo Switch   | 13. November 2018  | HandyGames              |
| Aces of the Luftwaffe: Squadron - Nebelgeschwader  | PlayStation 4     | 13. November 2018  | HandyGames              |
| Aces of the Luftwaffe: Squadron - Nebelgeschwader  | Xbox One          | 13. November 2018  | HandyGames              |
| Jagged Alliance: Rage!                             | Windows           | 6. Dezember 2018   | Cliffhanger Productions |
| Jagged Alliance: Rage!                             | PlayStation 4     | 6. Dezember 2018   | Cliffhanger Productions |
| Jagged Alliance: Rage!                             | Xbox One          | 6. Dezember 2018   | Cliffhanger Productions |
| Clouds & Sheep 2                                   | Nintendo Switch   | 21. Dezember 2018  | HandyGames              |
| Dynamite Fishing: World Games                      | Nintendo Switch   | 21. Dezember 2018  | HandyGames              |
| Stunt Kite Party                                   | Nintendo Switch   | 8. Februar 2019    | HandyGames              |
| Rad Rodgers: Radical Edition                       | Nintendo Switch   | 26. Februar 2019   | Slipgate Studios        |
| Townsmen: A Kingdom Rebuilt                        | Windows           | 26. Februar 2019   | HandyGames              |
| SpellForce: Heroes & Magic                         | Android           | 26. April 2019     | Hex Games               |
| SpellForce: Heroes & Magic                         | iOS               | 26. April 2019     | Hex Games               |
| Stunt Kite Party                                   | Windows           | 7. Juni 2019       | HandyGames              |
| Stunt Kite Party                                   | PlayStation 4     | 7. Juni 2019       | HandyGames              |
| Stunt Kite Party                                   | Xbox One          | 7. Juni 2019       | HandyGames              |
| ChessFinity                                        | Android           | 4. Juli 2019       | Orkitec                 |
| ChessFinity                                        | iOS               | 4. Juli 2019       | Orkitec                 |
| Battle Chasers: Nightwar - Mobile Edition          | Android           | 1. August 2019     | Airship Syndicate       |
| Battle Chasers: Nightwar - Mobile Edition          | iOS               | 1. August 2019     | Airship Syndicate       |
| This Is the Police 2                               | Android           | 12. September 2019 | Weappy                  |
| This Is the Police 2                               | iOS               | 12. September 2019 | Weappy                  |
| Lock's Quest                                       | Android           | 26. September 2019 | Digital Continue        |
| Lock's Quest                                       | iOS               | 26. September 2019 | Digital Continue        |
| Little Big Workshop                                | macOS (Apple Mac) | 17. Oktober 2019   | Mirage Game Studios     |
| Little Big Workshop                                | Windows           | 17. Oktober 2019   | Mirage Game Studios     |
| Through the Darkest of Times                       | macOS             | 30. Januar 2020    | Paintbucket Games       |
| Through the Darkest of Times                       | Windows           | 30. Januar 2020    | Paintbucket Games       |
| Townsmen: A Kingdom Rebuilt                        | PlayStation 4     | 20. Februar 2020   | HandyGames              |
| Townsmen: A Kingdom Rebuilt                        | Xbox One          | 20. Februar 2020   | HandyGames              |
| Townsmen: A Kingdom Rebuilt – The Seaside Empire   | Windows           | 20. Februar 2020   | HandyGames              |
| Townsmen: A Kingdom Rebuilt – The Seaside Empire   | Nintendo Switch   | 20. Februar 2020   | HandyGames              |
| Townsmen: A Kingdom Rebuilt – The Seaside Empire   | PlayStation 4     | 20. Februar 2020   | HandyGames              |
| Townsmen: A Kingdom Rebuilt – The Seaside Empire   | Xbox One          | 20. Februar 2020   | HandyGames              |
| Spitlings                                          | Stadia            | 25. Februar 2020   | Massive Miniteam        |
| Rebel Cops                                         | Android           | 23. April 2020     | Weappy                  |
| Rebel Cops                                         | iOS               | 23. April 2020     | Weappy                  |
| Through the Darkest of Times                       | Android           | 7. Mai 2020        | Paintbucket Games       |
| Through the Darkest of Times                       | iOS               | 7. Mai 2020        | Paintbucket Games       |
| Aces of the Luftwaffe: Squadron – Extended Edition | Android           | 2020               | HandyGames              |
| Aces of the Luftwaffe: Squadron – Extended Edition | iOS               | 2020               | HandyGames              |
| Chicken Police: Paint it Red!                      | Windows           | 2020               | The Wild Gentlemen      |
| Chicken Police: Paint it Red!                      | Nintendo Switch   | 2020               | The Wild Gentlemen      |
| Chicken Police: Paint it Red!                      | PlayStation 4     | 2020               | The Wild Gentlemen      |
| Chicken Police: Paint it Red!                      | Xbox One          | 2020               | The Wild Gentlemen      |
| El Hijo                                            | Windows           | 2020               | Honig Studios           |
| Pile Up!                                           | Windows           | 2020               | Seed by Seed            |
| Pile Up!                                           | Nintendo Switch   | 2020               | Seed by Seed            |
| Pile Up!                                           | PlayStation 4     | 2020               | Seed by Seed            |
| Pile Up!                                           | Xbox One          | 2020               | Seed by Seed            |
| Airhead                                            | Windows           | 2021               | Octato                  |
| Airhead                                            | Nintendo Switch   | 2021               | Octato                  |
| Airhead                                            | PlayStation 4     | 2021               | Octato                  |
| Airhead                                            | Xbox One          | 2021               | Octato                  |
| A Rat’s Quest: The Way Back Home                   | Windows           | 2021               | The Dreamerians         |
| A Rat’s Quest: The Way Back Home                   | Nintendo Switch   | 2021               | The Dreamerians         |
| A Rat’s Quest: The Way Back Home                   | PlayStation 4     | 2021               | The Dreamerians         |
| A Rat’s Quest: The Way Back Home                   | Xbox One          | 2021               | The Dreamerians         |
| Endling: Extinction is Forever                     | Microsoft Windows | 2021               | Herobeat Studios        |
| Endling: Extinction is Forever                     | Nintendo Switch   | 2021               | Herobeat Studios        |
| Endling: Extinction is Forever                     | PlayStation 4     | 2021               | Herobeat Studios        |
| Endling: Extinction is Forever                     | Xbox One          | 2021               | Herobeat Studios        |
| One Hand Clapping                                  | Android           | 2021               | Bad Dream Games         |
| One Hand Clapping                                  | iOS               | 2021               | Bad Dream Games         |
| One Hand Clapping                                  | Windows           | 2021               | Bad Dream Games         |
| One Hand Clapping                                  | Nintendo Switch   | 2021               | Bad Dream Games         |
| One Hand Clapping                                  | PlayStation 4     | 2021               | Bad Dream Games         |
| One Hand Clapping                                  | Xbox One          | 2021               | Bad Dream Games         |
| Spitlings                                          | Windows           | TBA                | Massive Miniteam        |
| Spitlings                                          | Nintendo Switch   | TBA                | Massive Miniteam        |
| Spitlings                                          | PlayStation 4     | TBA                | Massive Miniteam        |
| Spitlings                                          | Xbox One          | TBA                | Massive Miniteam        |
| Townsmen VR                                        | HTC Vive          | TBA                | HandyGames              |
| Townsmen VR                                        | Oculus Rift       | TBA                | HandyGames              |
| Townsmen VR                                        | PlayStation VR    | TBA                | HandyGames              |
| Wreckfest                                          | Android           | 2022               | HandyGames              |
| Wreckfest                                          | iOS               | 2022               | HandyGames              |
| Oddsparks: An Automation Adventure                 | Windows           | 27. Mai 2025       | Massive Miniteam        |